# 列温松-列辛格山脉
列温松-列辛格山脉（俄语：Хребет Левинсона-Лессинга）是幌筵岛中部的山脉，属萨哈林州北库里尔斯克区，海拔818米。它以苏联地质学家弗兰茨·尤里耶维奇·列温松-列辛格命名。